# Mark Brennan
Mark Edward Brennan (ur. 6 lutego 1947 w Bostonie) – amerykański duchowny katolicki, biskup Wheeling-Charleston od 2019.

## Życiorys
Święcenia kapłańskie otrzymał w dniu 15 maja 1976 i został inkardynowany do archidiecezji waszyngtońskiej. Pracował głównie jako duszpasterz parafialny. W latach 1988–1998 kierował kurialnym wydziałem ds. powołań.
5 grudnia 2016 papież Franciszek mianował go biskupem pomocniczym Baltimore ze stolicą tytularną Rusibisir. Sakry udzielił mu 19 stycznia 2017 metropolita Baltimore – arcybiskup William Lori.
23 lipca 2019 roku został mianowany biskupem diecezji Wheeling-Charleston. Ingres odbył się 22 sierpnia 2019.